# Александр Нурі
Александр Нурі (нім. Alexander Nouri, перс. آلکساندر نوری, нар. 20 серпня 1979, Букстегуде) — німецький футболіст іранського походження, що грав на позиції півзахисника. По завершенні ігрової кар'єри — тренер.

## Клубна кар'єра
Народився 20 серпня 1979 року в місті Букстегуде. Вихованець футбольної школи клубу «Вердер».
У дорослому футболі дебютував 1998 року виступами за другу команду бременського клубу, в якій провів три сезони. Протягом цього періоду також ненадовго віддавався в оренду до «Сіетл Саундерз» зі США.
Так і не отримавши шансу спробувати свої сили у головній команді «Вердера», 2001 року уклав контракт з клубом «Юрдінген 05» з четвертого за силою німецького дивізіону.
В подальшому грав ще в декількох нижчолігових німецьких командах, найвищого турнірного рівня досяг у складі «Оснабрюка», з яким 2007 року пробився до Другої Бундесліги, в якій виступав протягом наступного сезону, не дуже регулярно потрапляючи до складу.
Протягом 2008—2010 років захищав кольори команди клубу «Гольштайн», завершував кар'єру в «Ольденбурзі», за який грав протягом 2010—2011 років.

## Кар'єра тренера
Завершивши кар'єру футболіста 2011 року, залишився в «Ольденбурзі», ставши одним з тренерів його команди. Згодом з квітня 2013 по червень 2014 року був її головним тренером.
2014 року прийняв запрошення від рідного бременського «Вердера», увійти до його тренерського штабу. Спочатку був ожним з тренерів основної команди, а у жовтні 2015 року став головним тренером резервної команди клубу, змінивши на цій посаді Віктора Скрипника, що саме перейшов на аналогічну позицію у тренерському штабі основної команди. Український спеціаліст пропрацював з основою «Вередера» трохи менше двох років, а після його звільнення у вересні 2016 року Нурі змінив його й на цій посаді. Спочатку виконував обов'язки головного тренера, згодом йому був запропонований повноцінний контракт, який, утім, був розірваний вже у жовтні 2017 року після низки незадовільних результатів.
Наприкінці вересня 2018 року став тренером команди друголігового клубу «Інгольштадт 04», в якому пропрацював лише два місяці, за які не зміг забезпечити покращення результатів.